# Hoon Hay
Hoon Hay est une banlieue extérieure de la ville de Christchurch, située dans l’Île du Sud de la Nouvelle-Zélande.

## Situation
Elle est localisée à approximativement à 5 km au sud-ouest de Cathedral Square (en), tout près de la chaîne de Port Hills.

## Géographie
Hillmorton et Spreydon sont au nord, Somerfield à l'est et Cashmere au sud-est. 
Le faubourg de Westmorland s'est développé sur une hauteur au sud à partir des années 1980. Des domaines agricoles s'étendent à l'ouest et au-delà la zone résidentielle de Halswell. 
À 2 km au sud-ouest de Hoon Hay, la vallée de Hoon Hay s'étire dans des territoires agricoles, Elle est baignée par le ruisseau Cashmere qui se jette plus loin dans le Heathcote.

## Toponymie
La ville  a été nommée d’après la ferme de «Hoon Hay» située près de Hatton dans le South Derbyshire en Angleterre.

## Démographie
Lors du recensement de 2001 en Nouvelle-Zélande (en), la ville comptait 4 846 habitants.

## Activité économique
La vallée de «Hoon Hay» est une zone rurale à approximativement 2 km au sud-ouest de la banlieue .
Le cours d’eau: «Cashmere Stream», est un affluent du fleuve Heathcote, qui s’écoule vers le bas de la vallée.

## Éducation
- L’école: «Hoon Hay School» est une école mixte contribuant au primaire (allant de l’année 1 à 6 ans), avec un effectif de 402 élèves et un taux de décile de 7[2].
- l’école «Our Lady of the Assumption» est une école mixte, intégrée  au système d’état, assurant le primaire (allant de l’année 1 à 8) avec un effectif de 223 élèves et un taux de décile de 8 [3].